# Gerendás Dániel

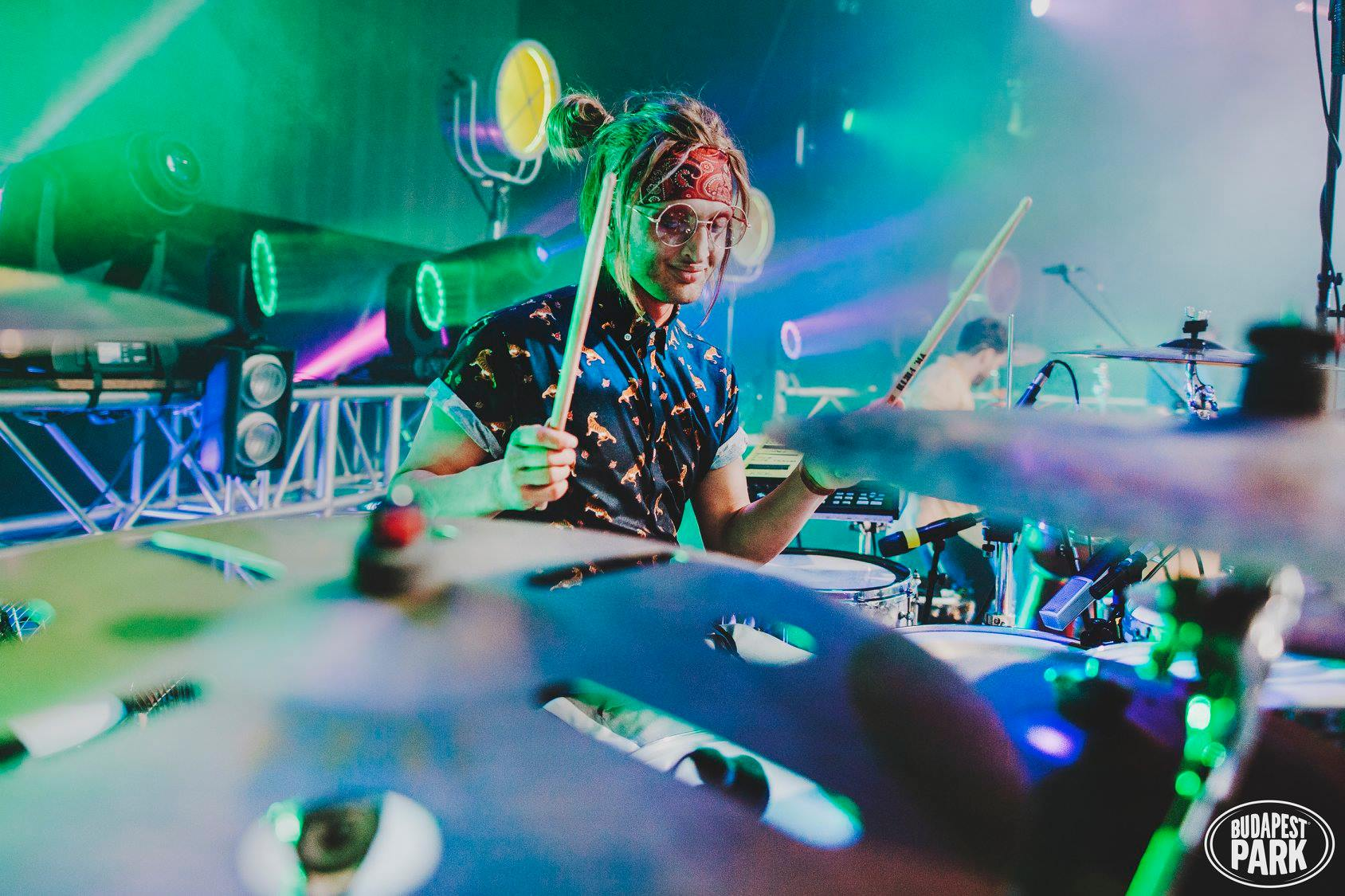
Gerendás Dani a Budapest Parkban.

Gerendás Dániel (Budapest, 1997. május 27. –) magyar zenész, dobos.
Apja Gerendás Péter  Liszt Ferenc-díjas zeneszerző, előadóművész, szövegíró.

## Tanulmányai
Három éves korában kezdett dobolni édesapja, Gerendás Péter hatására, aki észrevette rendkívüli ritmusérzékét. 4 évesen kezdett el tanárhoz járni. A dobolás alapjait Berdisz Tamástól tanulta. A konzervatóriumban[pontosabban?] jazz-pop-rock tanszakra járt, tanára Banai Szilárd volt, majd Köte Zoltánnál klasszikus ütőhangszereken tanult.

## Tevékenysége
Hét éves korára édesapja zenekarának tagja lett. Közreműködött többek közt latin, pop, dzsessz, rock, metál zenekarokban. Az aktív sessionzenélés mellett a Margaret Island, KosziJanka project és 2018-ig a The Biebers voltak a fő zenekarai.
2014-től neves hangszergyártók endorzere (Tama dobok, Meinl cintányérok, Evans dobbőrök). A Meinl Cymbals és a Natal Drums hangszergyártó cégek reklámarcuknak választották.
2015-ben résztvevője volt a Budapest XVII. kerületében zajló Dobosok farsangjának, 2016-ban pedig a DobMánia tábornak, ahol ütőhangszeres workshopokat tartott. 2017. októberében a SzegeDrums kurzussorozat keretein belül önálló dobkurzust tartott „A Modern Dobolás Művészete - Tradícióktól a mai hangzásig” címmel.

## Díjai, elismerései
- 2014: Fonogram – Magyar Zenei Díj (az év hazai modern pop-rock albuma vagy hangfelvétele)[20] - The Biebers
- 2014. Hangfoglaló Magyarország Fődíj – Margaret Island
- 2015: Guru Snare Competition[21]
- 2016. Fonogram Díj jelölt 2 kategóriában – Margaret Island
- 2016. Fonogram Díj nyertes: Az év felfedezettje – Margaret Island
- 2016. Comet jelölt 2 kategóriában – Margaret Island
- 2016. Petőfi Zenei Díj jelölt 3 kategóriában – Margaret Island
- 2016. Aranylemez – Margaret Island – Egyszer volt c. album